# El bon mestre

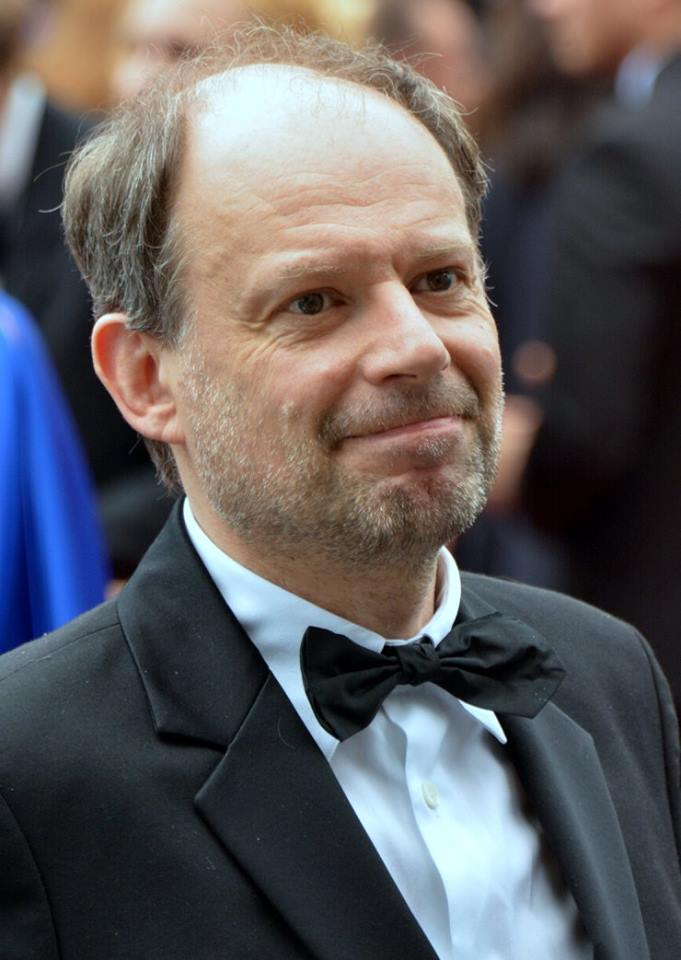
Denis Podalydès interpreta François Foucault.

El bon mestre (en francès: Les Grands Esprits) és una pel·lícula francesa del 2017 escrita i dirigida per Olivier Ayache-Vidal en el seu debut com a director de llargmetratge. És protagonitzada per Denis Podalydès. S'ha doblat al valencià per a À Punt. Anteriorment, s'havia subtitulat al català central.